# 羅伯特·古爾德·蕭
羅伯特·古爾德·蕭(Robert Gould Shaw)(1837年10月10日-1863年7月18日)，是美國南北戰爭期間，服役於聯邦軍(北軍)的軍官，最終官階為上校。在擔任上校期間，率領由黑人組成的麻塞諸塞州第54自願步兵團(54th Massachusetts Volunteer Infantry)，參與攻擊邦聯軍(南軍)所掌控的南卡羅來納州。1863年7月18日，在攻打華格納要塞時陣亡，得年25歲。
在電影《光榮戰役》(Glory，1989年)中，由馬修·柏德瑞克飾演羅伯特上校。

## 早年生活
羅伯特出生於麻塞諸塞州波士頓的一個廢奴主義家庭，在當地是一戶名門望族，有相當的政治影響力，5歲時搬到波士頓郊外的一座大農場。他少年時曾遊學於瑞士、義大利、漢諾瓦、挪威及瑞典。後來父母搬到紐約的史坦頓島，加入廢奴主義的文學社團。他回國後就學於聖瓊斯大學(後來的福坦莫大學)預科，並在1856到1859年進入哈佛大學就讀，加入陶瓷社，但未完成學業就提前肄業。

## 參加南北戰爭

### 從軍與麻省54自願步兵團組建
南北戰爭開打後，羅伯特志願從軍，在1861年4月加入紐約第7步兵團，前往防衛華盛頓三十天，5月改隸屬於麻塞諸塞州第2步兵團，軍階為少尉。1862年下半年，羅伯特的父親提出籌組非裔美國人部隊的構想，並邀請羅伯特擔任指揮官。起初羅伯特婉拒，後經深思熟慮後接受此提議，並就任麻塞諸塞州第54自願步兵團指揮官，1863年3月31日，羅伯特就任少校，同年4月17日接任上校。

### 反對黑人降薪
由於黑人軍隊仍舊授到各方歧視，甚至調降黑人士兵的薪資，引發羅伯特號召士兵發動「拒領薪資」的活動，並得到同僚軍團麻塞諸塞州第55步兵團的響應，聯合杯葛聯邦政府的決策，直到1864年國會通過黑白同餉的法案為止。

### 華格納堡攻防戰
羅伯特帶領部隊，與兩個白人步兵旅，共同參加南卡羅來納州查爾斯頓的華格納堡攻防戰，並身先士卒帶領麻省54步兵團衝鋒。當他們攻到牆下時，羅伯特舉起聯邦軍軍旗大喊：「前進!54步兵團!前進!」，卻遭到三顆子彈命中，當場死亡。54軍團黑人士官長稱，他是在攻堅時被打倒於要塞外的。
當羅伯特倒下時，黑人中士威廉·卡尼(William H. Carney)擎住大旗，在胸口與大腿中彈的情況下大喊：
「弟兄們，這面旗幟永遠不會倒落在地！」
此舉，令他成為第一個授與榮譽勳章的非裔美國人。
南軍指揮官強森·海格德為了羞辱他，將他的遺體與黑人士兵同葬於萬人坑，而不像其他陣亡軍官被送回北軍陣地。他曾經對被俘虜的北軍軍官說：
「如果他是領導白人的軍官，我本可以將他厚葬；所以他活該與這些黑鬼葬在一起。」
不過，羅伯特的父親聽到消息後，卻說這樣的死法才是光榮而正義的，他在對軍醫林肯·史東(Lincoln Stone)的書信中提到：
「我們不該把他從這些忠勇無畏士兵的臥倒處移走；就我想像所及，再也沒有比此處更神聖的墓地，因他身處於這些忠心而犧牲奉獻的勇士們之間，我們也想不到更適合與他齊葬的人們了。他們是絕佳的守墓人！」

## 家書
羅伯特最為人所知的，是在戰時他給親朋好友寫了超過200封書信。如今這些書信都保存在哈佛大學的休頓圖書館。這些書信都已經電子化，並對一般大眾開放。
作家彼得·巴恰德(Peter Burchard)以羅伯特的書信為藍本，寫成小說《偉大的衝鋒》(One Gallant Rush)，日後也成為電影《光榮戰役》的底本之一。

## 紀念
戰後20年，雕刻師奧古斯都·聖高頓於1884年至1898年，打造「羅伯特·古爾德·蕭與麻塞諸塞州第54自願步兵團紀念碑」，以青銅浮雕的方式，展現出騎馬的羅伯特與周圍環繞著的黑人士兵。此紀念碑現座落於波士頓公園的邊緣。

## 外部連結
羅伯特古爾德蕭上校(英文維基百科) （页面存档备份，存于）